# Ika jezik
Ika jezik (ISO 639-3: ikk), jezik nigersko-kongoanske porodice kojim govori 22.800 ljudi (2000) u nigerijskoj državi Delta. Zajedno s još pet drugih jezika, igbo [ibo], ikwere [ikw], izi-ezaa-ikwo-mgbo [izi], ogbah [ogc] i ukwuani-aboh-ndoni [ukw] čini igboidsku podskupinu igbo.

## Vanjske poveznice
- Ethnologue (14th)
- Ethnologue (15th)